# Life’s Too Short (televíziós sorozat)
A Life's Too Short 2011-ben bemutatott brit mockumentary szituációs komédia, melyet Ricky Gervais, valamint Stephen Merchant alkotott és írt. A főszerepben Warwick Davis látható, aki törpe termetű színészként önmaga fiktív, szarkasztikusan kifordított változatát alakítja. Gervais és Merchant mellékszereplőként tűnik fel, szintén önmagukat megformálva.
A BBC Two-n debütált 2011. november 10-én. A HBO a sorozat gyártójaként és az amerikai jogok birtokosaként 2012. február 19-től tűzte műsorra.
2013 januárjában jelentették be, hogy a sorozat egy évad után, egy különkiadással fog lezárulni. Ezt a részt az Egyesült Királyságban 2013. március 30-án, az USA-ban július 5-én sugározták.

## Szereplők

### Főszereplő
- Warwick Davis – önmaga
- Ricky Gervais – önmaga
- Stephen Merchant – önmaga
- Rosamund Hanson Cheryl Wilkins, Davis asszisztense
- Steve Brody – Eric Biddle, Davis könyvelője és ügyvédje

### Mellékszereplő
- Jo Enright – Sue, Warwick exfelesége, Ian barátnője
- Shaun Williamson – önmaga
- Matthew Holness – Ian, Sue ügyvédje és barátja
- Les Dennis – önmaga
- Keith Chegwin – önmaga

### Cameoszerep
- Liam Neeson (1. rész)
- Johnny Depp (2. rész)
- Helena Bonham Carter (3. rész)
- Right Said Fred (4. rész)
- Steve Carell (4. rész)
- Ramin Karimloo (5. rész)
- Cat Deeley (6. rész)
- Ewen MacIntosh (6. rész)
- Sting (7. rész)
- Sophie Ellis-Bextor (7. rész)
- Val Kilmer (8. rész)

## Epizódok

### 1. évad (2011)
| Sor. | Év. | Cím           | Premier            |
| --- | --- | ------------- | ------------------ |
| 1. | 1.  | Episode One   | 2011. november 10. |
| Warwick Davis színész és hozzá hasonlóan törpenövésű embereket támogató ügynök. Hatalmas adóhátralékot halmozott fel, felesége válni akar tőle és filmszerepeket sem tud szerezni. Beleegyezik, hogy szerepelni fog egy róla szóló dokumentumfilmben. Davis meglátogatja régi barátait, Ricky Gervaistől és Stephen Merchanttól, azonban a komikusi szerepre vágyó, de abszolút humortalan Liam Neeson megzavarja a beszélgetést. Vendégszereplő: Liam Neeson és Shaun Williamson. |     |               |                    |
| 2. | 2.  | Episode Two   | 2011. november 17. |
| Davis részt vesz egy kínos sci-fi közönségtalálkozón, majd sikertelenül próbál asszisztensével, Cheryl Wilkinsszel pénzkereseti ötleteket kiagyalni. Egy meghívásnak eleget téve ellátogat egy Star Wars-témájú esküvőre is, katasztrofális eredménnyel. Úgy tűnik, szerencséje lesz és Johnny Depp munkát ajánlana neki új filmjében. Depp azonban összeszólalkozik az őt korábban egy Golden Globe-gálán kigúnyoló Gervaisszel és elviharzik. Vendégszereplő: Johnny Depp és Shaun Williamson. |     |               |                    |
| 3. | 3.  | Episode Three | 2011. november 24. |
| Miután az általa képviselt törpenövésű színészek arra panaszkodnak, hogy Davis magának tartja meg a legjobb szerepeket, ő elindít egy ügyfeleit bemutató honlapot. Ennek ellenére titokban elfogad egy szerepet Helena Bonham Carter filmjében, de ismét megaláztatások érik. Vendégszereplő: Helena Bonham Carter. |     |               |                    |
| 4. | 4.  | Episode Four  | 2011. december 1.  |
| Davis válása viharosan zajlik, volt felesége és annak ügyvédje ugyanis a magánéletben is egyre közelebb kerül egymáshoz. A színész Gervaistől és Merchanttől kér személyes tanácsot. Közben új lakásba költözik, és megpróbálja a törpenövésű emberek társaságának (Society of People of Small Stature) elnökévé jelöltetni magát. Hogy népszerűségét növelje a tagok előtt, meghívja vendégként a Right Said Fred együttest, amelyet azonban senki nem ismer. Vendégszereplő: Steve Carell, Right Said Fred és Les Dennis. |     |               |                    |
| 5. | 5.  | Episode Five  | 2011. december 8.  |
| Munkával kapcsolatos és magánéleti aggodalmai miatt Davis több vallást is tanulmányoz. Visszatér ahhoz a randiügynökséghez, ahol volt feleségét megismerte. Itt találkozik a hozzá hasonló termetű Amyvel. Bár első randevújuk jól sikerül, a másodikon Davis egy magasabb nő megszállottjává válik és kínos helyzetbe kerül az étteremben, ezért Amy faképnél hagyja. |     |               |                    |
| 6. | 6.  | Episode Six   | 2011. december 15. |
| Davis találkozik Sue-val és annak ügyvédjével, illetve új partnerével, Iannel, véglegesíteni válásukat. A színész magával viszi könyvelőjét is, hogy tanácsokat és támogatást kapjon tőle, de ez nem a tervezett módon sül el. Ezután házibulit akar szervezni, ahová hírességeket hív meg, de senki nem akar részt venni rajta. Kétségbeesésében egy ügynökségen keresztül hív meg kevésbé ismert sztárokat, köztük Cat Deeleyt. Volt feleségének azt hazudja, Cat a barátnője, de lebukik és hülyét csinál magából, főleg miután Amy is megjelenik. Vendégszereplő: Cat Deeley, Keith Chegwin, Les Dennis, Shaun Williamson és Ewen MacIntosh. |     |               |                    |
| 7. | 7.  | Episode Seven | 2011. december 20. |
| Davis részt vesz egy jótékonysági eseményen, ahol szeretne hírességeket megismerni. Bőkezűségével le akarja nyűgözni Stinget, aki milliomosnak gondolja a valójában csődközeli helyzetben lévő színészt. Davis túlköltekezi magát és nemsokára botrányos viselkedése miatt a partiról is kidobják. Anyagi helyzete miatt hamarosan új otthont kell keresnie, ezért asszisztense anyjának otthonába költözik be. Vendégszereplő: Sting és Sophie Ellis-Bextor. |     |               |                    |

### Különkiadás (2013)
| Sor. | Év. | Cím     | Premier           |
| --- | --- | ------- | ----------------- |
| 2. | 1.  | Special | 2013. március 30. |
| Val Kilmer felkeresi Davist az 1988-as Willow című fantasyfilm folytatásának elkészítése miatt, azonban a film finanszírozásához neki is anyagi támogatásra van szüksége. Davis Keith Chegwin, Les Dennis és Shaun Williamson közreműködésével igyekszik pénzt szerezni a projektre. A három színész kabaréműsora sikeres lesz, de kirúgják Davist, amikor már nincs szükségük a segítségére. Kilmerről kiderül, hogy végig hazudott: a Willow második részéről egyáltalán nem folynak tárgyalások az eredeti film készítőivel. A csalódott Davis így a szereplési lehetőség mellett maradék pénzét is elveszíti. Amikor már végleg feladná színészi ambícióit és bejelenti az ügynökség megszüntetését, az ügynöksége által foglalkoztatott törpe termetű színésztársai meggyőzik őt, ne adja fel álmait. Vendégszereplő: Keith Chegwin, Les Dennis, Shaun Williamson és Val Kilmer. |     |         |                   |

## Fordítás
- Ez a szócikk részben vagy egészben  a   Life's Too Short (TV series) című angol Wikipédia-szócikk ezen változatának fordításán alapul.  Az eredeti cikk szerkesztőit annak laptörténete sorolja fel. Ez a jelzés csupán a megfogalmazás eredetét és a szerzői jogokat jelzi, nem szolgál a cikkben szereplő információk forrásmegjelöléseként.